# روبرت كايلي
روبرت كايلي (بالهولندية: Robert Cailliau)‏ (ولد في 26 يناير 1947) هو مهندس معلوماتية وعالم كمبيوتر بلجيكي ساعد تيم بيرنرز لي في تطوير الشبكة العنكبوتية العالمية.

## روابط خارجية
- روبرت كايلي على موقع مونزينجر (الألمانية)